# Delta One
Mit Delta One wird eine besondere Gruppe der Finanzderivate bezeichnet, bei denen die Wertentwicklung des Basiswertes nahezu exakt nachgebildet wird.

## Hintergründe
Als Basiswert eines Delta-One-Produkts kommen Aktien, Anleihen, Rohstoffe und Indizes aller Art in Frage. Da es technisch meist schwierig ist, einen Basiswert mit einem Hebel versehen wirklich exakt abzubilden, konstruieren die emittierenden Banken entsprechend künstliche Produkte, wodurch sie einen Teil des Risikos selbst bedienen. Prominente Beispiele für Delta-One-Produkte sind Börsengehandelte Fonds (ETF), Equity Swaps und Futures.